# Скалополь
Скалополь (укр. Скалопіль) — село на Украине, находится в Могилёв-Подольском районе Винницкой области.
Код КОАТУУ — 0524984005. Население по переписи 2001 года составляет 112 человек. Почтовый индекс — 24114. Телефонный код — 4357. Занимает площадь 0,521 км².

## Местная власть
24100, Винницкая область, Могилёв-Подольский р-н, пгт Черневцы, ул. Святониколаевская, 103/1